# Curt von Bardeleben
Curt von Bardeleben, né le 4 mars 1861 à Berlin, où il est mort le 31 janvier 1924, était un comte et un maître d'échecs allemand qui s'est suicidé en se jetant par une fenêtre en 1924. Sa vie et sa mort ont inspiré Vladimir Nabokov pour son roman La Défense Loujine.

## Carrière aux échecs
Curt von Bardeleben a publié le magazine Deutsche Schachzeitung de 1887 à 1891.
Il finit
- 1er ex æquo avec Riemann au tournoi de Leipzig en 1888,
- 1er ex æquo avec Walbrodt à Kiel en 1893 (huitième Congrès allemand d'échecs),
- 1er-3e avec Schlechter et Swiderski à Cobourg en 1904 (quatorzième Congrès allemand d'échecs).

Son style de jeu était plus analytique et précis qu'intuitif.
Il doit sa célébrité à une partie perdue contre le champion du monde Wilhelm Steinitz au Tournoi d'Hastings 1895, en particulier parce qu'il aurait quitté la salle de jeu plutôt qu'abandonner.